# سركوركي دلي ريتش العليا (مارغون)
سرکورکي دلي ریتش العلیا (بالفارسية: سرکورکی دلی ریچ علیا) هي قرية تقع في إيران في قسم مارغون الريفي. يقدر عدد سكانها بـ 201 نسمة بحسب إحصاء 2016.